# ヴィルヘルム・フリードリヒ・ツー・シュレースヴィヒ＝ホルシュタイン
ヴィルヘルム・フリードリヒ・ヘルツォーク・ツー・シュレースヴィヒ＝ホルシュタイン＝ゾンダーブルク＝グリュックスブルク（ドイツ語: Wilhelm Friedrich Herzog zu Schleswig-Holstein-Sonderburg-Glücksburg, 1891年8月23日 - 1965年2月10日）は、グリュックスブルク家家長（1934年 - 1965年）。

## 生涯

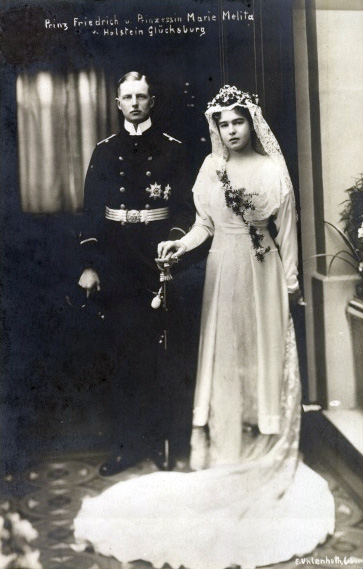
フリードリヒと妻マリー・メリタ、結婚式当日

グリュックスブルク家家長フリードリヒ・フェルディナントと、カロリーネ・マティルデ（アウグステンブルク家家長で名目上のシュレースヴィヒ＝ホルシュタイン公であるフリードリヒ8世の次女）の間の長男としてグリュンホルツ荘園で生まれた。ドイツ帝国海軍に所属し、海軍中尉となった。
1916年2月15日にコーブルクにおいて、ホーエンローエ＝ランゲンブルク侯女マリー・メリタ（エルンスト2世の長女）と結婚し、間に3男1女を儲けた。
- ハンス・アルブレヒト（英語版）（1917年 - 1944年）
- ヴィルヘルム・アルフレート（1919年 - 1926年）
- ペーター（1922年 - 1980年） - シュレースヴィヒ＝ホルシュタイン公爵家家長
- マリー・アレクサンドラ（英語版）（1927年 - 2000年）

1934年に父よりグリュックスブルク家家長および名目上のシュレースヴィヒ＝ホルシュタイン公の地位、およびルイーゼンルントとグリュンホルツ荘園を相続した。